# Тера ван Бейлен
Тера ван Бейлен (англ. Tera van Beilen, 30 березня 1993) — канадська плавчиня.
Учасниця Олімпійських Ігор 2012 року.
Призерка Ігор Співдружності 2014 року.
Призерка Панамериканських ігор 2015 року.